# Пшінка весняна
Пші́нка весняна́, або жовтець-пшінка (Ficaria verna, synonym: Ranunculus ficaria) — отруйна трав'яниста рослина з роду пшінка (Ficaria) родини жовтцевих (Ranunculaceae). Раніше входила до роду жовтець (Ranunculus). Місцева назва — маслянка. Може також використовуватися як лікарська рослина.

## Загальна характеристика
Невелика (9-30 см заввишки) ефемероїдна ранньовесняна рослина з пучком бульбоподібно потовщених додаткових коренів при основі стебла. Стебло висхідне, тонке, просте або розгалужене у верхній частині; як і вся рослина, голе.
Соковиті листки (2-5 см у діаметрі) зверху блискучі, округло-серцеподібні, виїмчасто-зарубчасті краями; верхні кутасті або трохи лопатеві, при основі широкосерцеподібно виїмчасті, з розсунутими лопатями, що не перекривають одна одну. При основі черешків є білі, видовжені вивідкові бруньки. Нижні листки довгочерешкові, середні й верхні на коротших черешках.
На ніч і в дощову погоду квітки закриваються, щоб зберегти тепло і захистити пилок від вологи. Запилюється квітка комахами, але рано навесні їх мало, тому плоди-горішки в пшінки утворюються рідко. Розмноження відбувається переважно вегетативно за допомогою багатих на крохмаль виводкових бруньок і бульбоподібно потовщених коренів. Виводкові бруньки утворюються в пазухах листків і після того, як рослина зав'яне, падають на землю і розносяться дощовими потоками. Бульбоподібні кореневі шишки і виводкові бруньки проростають восени, але з похолоданням перестають розвиватися.

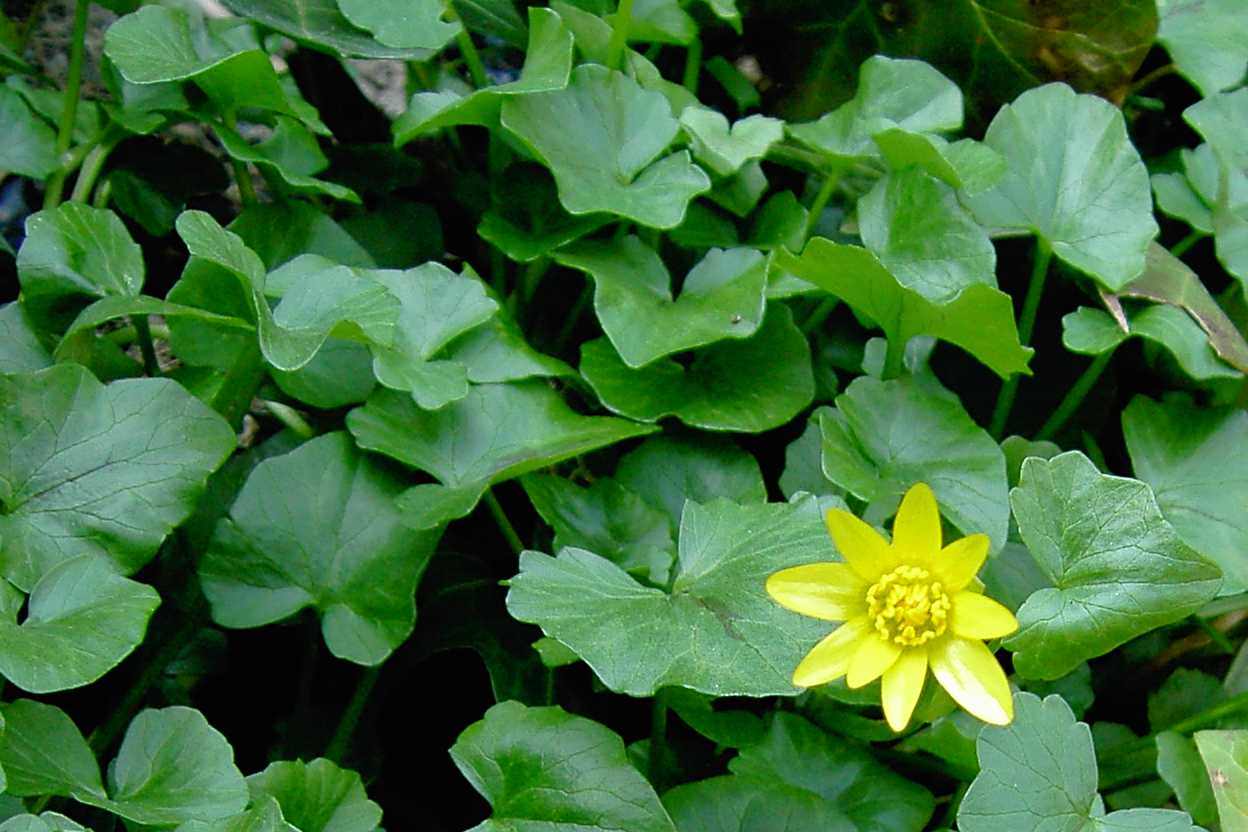
Листя і квітка пшінки весняної

Квітки по одній-дві на верхівці гілок, правильні (2,5-3,5 см у діаметрі). Оцвітина подвійна. Чашечка з трьох вільних листочків. Чашолистки (6- і0 мм завдовжки) широкояйцеподібні, жовтувато-зеленуваті, тонкоплівчасті. Віночок (10-17 мм завдовжки) роздільнопелюстновий, з 8—10 видовженими оберненояйцеподібними, золотисто-жовтими, блискучими пелюстками. При основі пелюсток є медова залозка, вкрита лусочкою. Тичинок і маточок багато. На ніч і в дощову погоду квітки закриваються, щоб зберегти тепло і захистити пилок від вологи. Запилюється квітка комахами, але рано навесні їх мало, тому плоди-горішки в пшінки утворюються рідко.
Плід — багатогорішок, складений з дрібних горішків (2-4 мм завдовжки) округлої форми, сплюснутих при основі і з коротким дзьобиком на верхівці.

## Розмноження
Розмноження відбувається переважно вегетативно за допомогою багатих на крохмаль виводкових бруньок і бульбоподібно потовщених коренів. Виводкові бруньки утворюються в пазухах листків і після того, як рослина зав'яне, падають на землю і розносяться дощовими потоками. Бульбоподібні кореневі шишки і виводкові бруньки проростають восени, але з похолоданням перестають розвиватися.

## Поширення
Росте пшінка в листяних і мішаних лісах, у чагарниках. Рослина тіньовитривала. Цвіте в квітні — травні.
Поширена по всій Україні. Заготівля можлива в південних районах Полісся, в Лісостепу, подекуди в степу. Запаси значні.

## Практичне використання
Харчова, медоносна, лікарська, отруйна, декоративна рослина.
У народній медицині рослину використовують від цинги, геморою, бородавок, корости, від зміїних укусів. У гомеопатії використовують свіжі листки.
Пшінка охоче поїдається худобою, але в період цвітіння вони можуть отруїтися нею. Листки містять алкалоїди й сапоніни, деяку кількість синильної кислоти.
Декоративна рослина, зацвітає дуже рано. Вона придатна для декорування схилів і затінених місць.

### У харчуванні
Листки й кореневі бульби вживаються в їжу до або після цвітіння. Листки містять вітамін С (до 190 мг%), каротин (5,2 мг%) і вживаються в їжу у вигляді салатів і супів. Кореневі бульби багаті на крохмаль (13,5 %), цукри (до 10 %), придатні в їжу у вареному вигляді. Мариновані пуп'янки замінюють каперси.
Пшінка — ранньовесняний медонос, бджоли охоче її відвідують і збирають з неї нектар.

## Збирання, переробка та зберігання
Збирають надземну частину рослини у період цвітіння. Сушать у затінку, на горищах. Зберігають у коробках, вистелених папером.

## Видозміни корення
Кореневі бульби.

## Видозміни пагона
Повітряні цибулини.